# Hoshiarpur
Hoshiarpur wymowaⓘ(pendżabski:  ਹੁਸ਼ਿਆਰਪੁਰ, trb.: Hośijarpur, trl: Hośiyārpur) – miasto w stanie Pendżab, w północnych Indiach, siedziba dystryktu o tej samej nazwie. Miasto jest ośrodkiem akademickim ze znanym wydziałem badań nad wedami. Przez Hoshiarpur przepływają liczne rzeki okresowe, często wylewające w porze monsunu. Miasto liczy 168 443 mieszkańców (2011 r.).